# Lettland beim Eurovision Song Contest
Teilnehmende Rundfunkanstalt

Erste Teilnahme
2000
Anzahl der Teilnahmen
25 (Stand 2025)
Höchste Platzierung
1 (2002)
Höchste Punktzahl
186 (2015)
Niedrigste Punktzahl
5 (2003)
Punkteschnitt (seit erstem Beitrag)
63,85 (Stand 2019)
Punkteschnitt pro abstimmendem Land im 12-Punkte-System
1,55 (Stand 2019)
Dieser Artikel befasst sich mit der Geschichte Lettlands als Teilnehmer am Eurovision Song Contest.

## Regelmäßigkeit der Teilnahme und Erfolge im Wettbewerb
Während die baltischen Länder Estland (1993) und Litauen (1994) bereits in den 1990er Jahren ihr Debüt feierten, debütierte Lettland als letzter baltischer Staat erst im Jahre 2000. Das Debüt war allerdings ein voller Erfolg, denn die Gruppe Brainstorm belegte am Ende Platz 3 mit 136 Punkten. Es war bis dahin eines der erfolgreichsten Debüts im Wettbewerb. Nach diesem Erfolg folgte 2001 mit Platz 18 dann ein eher schlechtes Ergebnis. 2002 hingegen konnte die Sängerin Maria N mit ihrem Lied I Wanna trotz schlechter Wettquoten Lettlands ersten Sieg im Wettbewerb holen. Mit 176 Punkten konnte sie ebenfalls eine neue Höchstpunktzahl im Wettbewerb erreichen. Es war erst die dritte Teilnahme Lettlands am Wettbewerb, ehe Riga 2003 Gastgeber der Veranstaltung war. Im eigenen Land war das Land dann aber wenig erfolgreich. Die Gruppe F.L.Y. erreichte lediglich den drittletzten Platz mit fünf Punkten, die alle aus Estland stammten. Bis heute ist dies Lettlands niedrigste Punktzahl im Wettbewerb. 2004 musste Lettland dann im neu eingeführten Halbfinale teilnehmen, landete dort aber auf Platz 17 und verpasste somit deutlich die Finalqualifikation. Auch 2005 musste das Land demnach am Halbfinale teilnehmen und konnte sich am Ende mit Platz 10 knapp für das Finale qualifizieren. Umso größer war die Überraschung, dass das Duett Valters & Kaža am Ende Platz 5 mit 153 Punkten im Finale belegten. 2006 war Lettland durch den Vorjahreserfolg bereits für das Finale qualifiziert, belegte am Ende im Finale aber nur Platz 16. 2007 musste das Land wieder im Halbfinale antreten, konnte am Ende aber erfolgreich das Finale erreichen. Dort gab es am Ende nur, wie im Vorjahr auch, Platz 16. 2008 wurde dann ebenfalls das Finale erreicht und mit Platz 12 ein akzeptables Ergebnis eingefahren. Allerdings sollte es das letzte gute Ergebnis für eine längere Zeit sein, denn ab 2009 ging es steil bergab für Lettland im Wettbewerb.
So wurde Lettland 2009 Letzter im Halbfinale mit sieben Punkten, was bis heute das schlechteste Ergebnis des Landes darstellt. Damit verpasste das Land erstmals seit 2004 das Finale. Aber auch 2010 verpasste Lettland das Finale und wurde erneut Letzter im Halbfinale. Auch 2011 sowie 2012 schied das Land bereits im Halbfinale aus und wurde dort jeweils Drittletzter. 2013 wurde Lettland dann wieder Letzter im Halbfinale. 2014 wurde zwar auch wieder das Finale verpasst, mit Platz 13 von 16 landete das Land aber mal nicht unter den letzten drei im Halbfinale. 2015 hingegen änderte sich diese Situation dann schlagartig, als die Sängerin Aminata mit ihrem selbstgeschriebenen Lied Love Injected Platz 2 im Halbfinale belegte und somit Lettland erstmals seit sieben Jahren wieder am Finale teilnahm. Im Finale folgte mit Platz 6 dann die beste Platzierung seit zehn Jahren. Mit 186 Punkten hält Aminata bis heute Lettlands höchste Punktzahl im Wettbewerb. 2016 trat Aminata dann zwar nicht erneut als Sängerin an, schrieb aber erneut den lettischen Titel. Der von Justs gesungene Beitrag Heartbeat qualifizierte sich dann ebenfalls für das Finale, wo dann am Ende Platz 15 zu Buche stand. Diese zwei erfolgreichen Jahre sollten aber nur ein kurzer Lichtblick gewesen sein, denn ab 2017 ging es wieder bergab für das Land.
So belegte die Band Triana Park 2017 den letzten Platz im Halbfinale, womit Lettland erstmals seit 2014 das Finale verpasste. Auch 2018, 2019 und 2021 wurde jeweils das Finale verpasst, auch wenn Lettland sich 2018 bei reinem Juryvoting für das Finale qualifiziert hätte. 2021 belegte Lettland erneut den letzten Platz im Halbfinale. Auch 2022 knüpfte man an den Nichtqualifikationen seit 2017 an und verpasste zum fünften Mal in Folge das Finale. 2023 verfehlte man hingegen nur knapp auf Platz 11 das Finale, schied somit trotzdem zum sechsten Mal in Folge aus. 2024 hingegen qualifizierte sich Lettland nach sieben Jahren wieder für das Finale. Im Finale erreichte man Platz 16. Auch 2025 erreichte Lettland als Zweitplatzierter im Halbfinale wieder das Finale, wo man mit Platz 13 eine Platzierung in der linken Tabellenhälfte erzielen konnte. 
Insgesamt landeten also nur 6 von den 25 Beiträgen in der linken Tabellenhälfte. Dazu verpasste das Land (mit Slowenien) 13 Mal das Finale und belegte fünfmal den letzten Platz. Auf der anderen Seite konnte das Land bereits einmal gewinnen und einmal Platz 3 erreichen. Hinzu kommen mit Platz 5 und 6 zwei weitere Platzierungen unter den besten Zehn. Trotz der erfolgreichen ersten acht Jahre im Wettbewerb, zählt Lettland, besonders mit den vielen Halbfinalpleiten seit 2009 mit Ausnahme von 2015 und 2016, zu den eher weniger erfolgreichen Ländern im Wettbewerb. Lettland ist zudem neben den acht Halbfinalpleiten der Niederlande zwischen 2005 und 2012 das einzige Land, das sieben Mal hintereinander an einer Finalqualifikation scheiterte.

## Liste der Beiträge
Farblegende:
– 1. Platz. 
– 2. Platz. 
– 3. Platz. 
– Punktgleichheit mit dem letzten Platz.
– ausgeschieden im Halbfinale/in der Qualifikation/im osteuropäischen Vorentscheid.
– keine Teilnahme/nicht qualifiziert.
– Absage des Eurovision Song Contests.
| Jahr | Interpret          | Titel Musik (M) und Text (T)                                                                                                | Sprache            | Übersetzung                          | Finale                                           | Finale                                           | Halbfinale/ Qualifikation                        | Halbfinale/ Qualifikation                        | Nationaler Vorentscheid |
| Jahr | Interpret          | Titel Musik (M) und Text (T)                                                                                                | Sprache            | Übersetzung                          | Platz                                            | Punkte                                           | Platz                                            | Punkte                                           | Nationaler Vorentscheid |
| ---- | ------------------ | --- | ------------------ | ------------------------------------ | ------------------------------------------------ | ------------------------------------------------ | ------------------------------------------------ | ------------------------------------------------ | ----------------------- |
| 2000 | Brainstorm         | My Star M/T: Renārs Kaupers                                                                                                 | Englisch           | Mein Stern                           | 3 / 24                                           | 136                                              | Direkt für das Finale qualifiziert               | Direkt für das Finale qualifiziert               | Eirodziesma 2000        |
| 2001 | Arnis Mednis       | Too Much M: Arnis Mednis; T: Arnis Mednis, Gustavs Terzens                                                                  | Englisch           | Zu viel                              | 18 / 23                                          | 16                                               | Direkt für das Finale qualifiziert               | Direkt für das Finale qualifiziert               | Eirodziesma 2001        |
| 2002 | Marie N            | I Wanna M: Marie Naumova; T: Marie Naumova, Marats Samauskis                                                                | Englisch           | Ich will                             | 1 / 24                                           | 176                                              | Direkt für das Finale qualifiziert               | Direkt für das Finale qualifiziert               | Eirodziesma 2002        |
| 2003 | F.L.Y.             | Hello From Mars M/T: Mārtiņš Freimanis, Lauris Reiniks                                                                      | Englisch           | Hallo vom Mars                       | 24 / 26                                          | 5                                                | Direkt für das Finale qualifiziert               | Direkt für das Finale qualifiziert               | Eirodziesma 2003        |
| 2004 | Fomins & Kleins    | Dziesma par laimi M: Tomass Kleins; T: Guntars Račs                                                                         | Lettisch           | Ein Lied über das Glück              | Ausgeschieden                                    | Ausgeschieden                                    | 17 / 22                                          | 23                                               | Eirodziesma 2004        |
| 2005 | Valters & Kaža     | The War Is Not Over M/T: Mārtiņš Freimanis                                                                                  | Englisch           | Der Krieg ist nicht vorbei           | 5 / 24                                           | 153                                              | 10 / 25                                          | 85                                               | Eirodziesma 2005        |
| 2006 | Cosmos             | I Hear Your Heart M: Andris Sējāns, Reinis Sējāns; T: Molly-Ann Leikin, Guntars Račs                                        | Englisch           | Ich höre dein Herz                   | 16 / 24                                          | 30                                               | Direkt für das Finale qualifiziert               | Direkt für das Finale qualifiziert               | Eirodziesma 2006        |
| 2007 | Bonaparti.lv       | Questa notte M: Kjell Jennstig; T: Francesca Russo, Torbjörn Wassenius, Kjell Jennstig                                      | Italienisch        | Diese Nacht                          | 16 / 24                                          | 54                                               | 5 / 28                                           | 168                                              | Eirodziesma 2007        |
| 2008 | Pirates of the Sea | Wolves Of The Sea M/T: Jonas Liberg, Johan Sahlen, Claes Andreasson, Torbjorn Wassenius                                     | Englisch           | Seewölfe                             | 12 / 25                                          | 83                                               | 6 / 19                                           | 86                                               | Eirodziesma 2008        |
| 2009 | Intars Busulis     | Probka M: Kārlis Lācis; T: Jānis Elsbergs, Sergej Timofejev                                                                 | Russisch           | Stau                                 | Ausgeschieden                                    | Ausgeschieden                                    | 19 / 19                                          | 7                                                | Eirodziesma 2009        |
| 2010 | Aisha              | What For? (Only Mr God Knows Why) M: Jānis Lūsēns; T: Guntars Račs                                                          | Englisch           | Wozu? (Bloß der Herrgott weiß warum) | Ausgeschieden                                    | Ausgeschieden                                    | 17 / 17                                          | 11                                               | Eirodziesma 2010        |
| 2011 | Musiqq             | Angel in Disguise M/T: Marats Ogļezņevs                                                                                     | Englisch           | Engel in Verkleidung                 | Ausgeschieden                                    | Ausgeschieden                                    | 17 / 19                                          | 25                                               | Eirodziesma 2011        |
| 2012 | Anmary             | Beautiful Song M: Rolands Ūdris; T: Ivars Makstnieks                                                                        | Englisch           | Schönes Lied                         | Ausgeschieden                                    | Ausgeschieden                                    | 16 / 18                                          | 17                                               | Eirodziesma 2012        |
| 2013 | PeR                | Here We Go M: Ralfs Eilands, Arturas Burke; T: Ralfs Eilands                                                                | Englisch           | Hier kommen wir                      | Ausgeschieden                                    | Ausgeschieden                                    | 17 / 17                                          | 13                                               | Dziesma 2013            |
| 2014 | Aarzemnieki        | Cake to Bake M/T: Guntis Eilands                                                                                            | Englisch, Lettisch | Einen Kuchen backen                  | Ausgeschieden                                    | Ausgeschieden                                    | 13 / 16                                          | 33                                               | Dziesma 2014            |
| 2015 | Aminata            | Love Injected M/T: Aminata Savadogo                                                                                         | Englisch           | Injizierte Liebe                     | 6 / 27                                           | 186                                              | 2 / 17                                           | 155                                              | Supernova 2015          |
| 2016 | Justs              | Heartbeat M/T: Aminata Savadogo                                                                                             | Englisch           | Herzschlag                           | 15 / 26                                          | 132                                              | 8 / 18                                           | 132                                              | Supernova 2016          |
| 2017 | Triana Park        | Line M: Agnese Rakovska, Kristaps Ērglis, Kristians Rakovskis; T: Agnese Rakovska                                           | Englisch           | Linie                                | Ausgeschieden                                    | Ausgeschieden                                    | 18 / 18                                          | 21                                               | Supernova 2017          |
| 2018 | Laura Rizzotto     | Funny Girl M/T: Laura Rizzotto                                                                                              | Englisch           | Lustiges Mädchen                     | Ausgeschieden                                    | Ausgeschieden                                    | 12 / 18                                          | 106                                              | Supernova 2018          |
| 2019 | Carousel           | That Night M: Mārcis Vasiļevskis, Sabīne Žuga; T: Sabīne Žuga                                                               | Englisch           | Diese Nacht                          | Ausgeschieden                                    | Ausgeschieden                                    | 15 / 18                                          | 50                                               | Supernova 2019          |
| 2020 | Samanta Tīna       | Still Breathing M: Samanta Tīna; T: Aminata Savadogo                                                                        | Englisch           | Immer noch am Atmen                  | Absage wegen der COVID-19-Pandemie durch die EBU | Absage wegen der COVID-19-Pandemie durch die EBU | Absage wegen der COVID-19-Pandemie durch die EBU | Absage wegen der COVID-19-Pandemie durch die EBU | Supernova 2020          |
| 2021 | Samanta Tīna       | The Moon Is Rising M/T: Samanta Tīna, Aminata, SKVR (Oskars Uhaņs)                                                          | Englisch           | Der Mond geht auf                    | Ausgeschieden                                    | Ausgeschieden                                    | 17 / 17                                          | 14                                               | interne Auswahl         |
| 2022 | Citi Zēni          | Eat Your Salad M: Roberts Memmēns; T: Jānis Pētersons, Dagnis Roziņš, Jānis Jačmenkins                                      | Englisch           | Iss deinen Salat                     | Ausgeschieden                                    | Ausgeschieden                                    | 14 / 17                                          | 55                                               | Supernova 2022          |
| 2023 | Sudden Lights      | Aijā M: Andrejs Reinis Zitmanis, Kārlis Matīss Zitmanis, Kārlis Vārtiņš, Mārtiņš Matīss Zemītis; T: Andrejs Reinis Zitmanis | Englisch, Lettisch | –                                    | Ausgeschieden                                    | Ausgeschieden                                    | 11 / 15                                          | 34                                               | Supernova 2023          |
| 2024 | Dons               | Hollow M/T: Artūrs Šingirejs, Kate Northrop, Liam Geddes                                                                    | Englisch           | Hohl                                 | 16 / 25                                          | 64                                               | 7 / 16                                           | 72                                               | Supernova 2024          |
| 2025 | Tautumeitas        | Bur man laimi M/T: Asnate Rancāne, Aurēlija Rancāne, Elvis Lintiņš, Laura Līcīte, Gabriēla Zvaigznīte                       | Lettisch           | Bring mir Glück                      | 13 / 26                                          | 158                                              | 2 / 16                                           | 130                                              | Supernova 2025          |

## Nationale Vorausscheidungen
Bisher wurden alle lettischen Beiträge in einem nationalen Vorentscheid ausgewählt. Dabei kamen bisher drei verschiedene Formate zum Tragen.

### Eirodziesma(2000 bis 2012)
Von 2000 bis 2012 fand dazu die Eirodziesma statt. In den ersten beiden Jahren wurde bereits Telefonvoting zur Entscheidung mitverwendet, es zählte aber 2000 nur 1/15 sowie 2001 1/5. Seit 2002 wurde ausschließlich per Telefon abgestimmt. Ab 2005 wurde der Vorentscheid durch zwei Halbfinalrunden mit je 10 Teilnehmern erweitert, im Finale traten ab dann jeweils die fünf Besten an.

### Dziesma(2013 und 2014)
2013 und 2014 hingegen fand die Vorentscheidung unter den Namen Dziesma statt.

### Supernova(Seit 2015)
Seit 2015 verwendet Lettland die Supernova als Vorentscheidung. Das Format sollte junge und innovative Musiker fördern. In Fankreisen hat der während der Werbeunterbrechungen auftretende sogenannte Rīgas Bebrs (Riga-Biber) Kultstatus, dessen Auftritte aber nur per Online-Stream verfolgt werden können.

## Sprachen
Der Großteil der lettischen Beiträge wurde vollständig auf Englisch gesungen. Lediglich 2004, 2007, 2009 und 2014 wurden auch andere Sprachen verwendet. Der im Halbfinale 2004 ausgeschiedene Beitrag Dziesma par laimi des Duos Fomins & Kleins war der einzige nur in der Landessprache gesungene lettische Beitrag. Dieser Titel wurde von den Originalinterpreten in neun weiteren Sprachen aufgenommen, nämlich Englisch, Finnisch, Russisch, Polnisch, Niederländisch, Ukrainisch, Estnisch, Litauisch und Belarussisch. Dies stellt einen Rekord unter Eurovision-Song-Contest-Beiträgen dar.
Der Beitrag Questa notte aus dem Jahr 2007 wurde komplett auf Italienisch gesungen. Bereits andere nicht-italienischsprachige Länder haben sich während der Abwesenheit Italiens beim ESC von 1998 bis 2010 dieser Sprache bedient, so wurden der zypriotische Beitrag 2000 und der rumänische Beitrag 2006 und 2008 teilweise in dieser Sprache gesungen. Dieser Titel wurde auch auf Spanisch aufgenommen.
Der Beitrag Probka im Jahr 2009 wurde komplett auf Russisch vorgetragen, nachdem er den Vorentscheid in der lettischen Version als Sastrēgums gewonnen hatte. Außerdem waren zwei Verse sowie ein Teil des Refrains von Cake to Bake im Jahr 2014 sowie ein Teil des Beitrags von 2023, "Aijā", auf Lettisch.

## Kommerzielle Erfolge
Die Gruppe Brainstorm ist, ebenso wie Marie N, nach wie vor sehr erfolgreich in Lettland. Der Siegertitel I Wanna war jedoch ein geringer Erfolg und wurde nur in Lettland veröffentlicht, demzufolge war der Titel der kommerziell am wenigsten erfolgreiche Siegertitel aller Zeiten. Recht gute Verkaufserfolge erreichte Aminata, die Lettland 2015 in Wien vertrat. Sie erreichte mit dem Lied Love Injected Platz 51 in den deutschen, Platz 19 in den österreichischen und Platz 74 in den schweizerischen Charts.

## Ausgetragene Wettbewerbe
| Jahr | Stadt | Austragungsort | Moderation               |
| ---- | ----- | -------------- | ------------------------ |
| 2003 | Riga  | Skonto Hall    | Marie N & Renārs Kaupers |

## Kommentatoren und Punktesprecher
| Jahr | Kommentator                                                 | Punktesprecher          |
| ---- | ----------------------------------------------------------- | ----------------------- |
| 1998 | Kārlis Streips                                              | Keine Teilnahme         |
| 1999 | Kārlis Streips                                              | Keine Teilnahme         |
| 2000 | Kārlis Streips                                              | Lauris Reiniks          |
| 2001 | Kārlis Streips                                              | Renārs Kaupers          |
| 2002 | Kārlis Streips                                              | Ēriks Niedra            |
| 2003 | Kārlis Streips                                              | Ģirts Līcis             |
| 2004 | Kārlis Streips                                              | Lauris Reiniks          |
| 2005 | Kārlis Streips                                              | Marija Naumova          |
| 2006 | Kārlis Streips                                              | Mārtiņš Freimanis       |
| 2007 | Kārlis Streips                                              | Janis Šipkevics         |
| 2008 | Kārlis Streips                                              | Kristīne Virsnīte       |
| 2009 | Kārlis Streips                                              | Roberto Meloni          |
| 2010 | Kārlis Streips                                              | Kārlis Būmeisters       |
| 2011 | Valters Frīdenbergs (alle Shows) Uģis Joksts (Finale)       | Aisha                   |
| 2012 | Valters Frīdenbergs (alle Shows) Kārlis Būmeisters (Finale) | Valters Frīdenbergs     |
| 2013 | Valters Frīdenbergs (alle Shows) Kārlis Būmeisters (Finale) | Anmary                  |
| 2014 | Valters Frīdenbergs & Kārlis Būmeisters                     | Ralfs Eilands           |
| 2015 | Valters Frīdenbergs (alle Shows) Toms Grēviņš (Finale)      | Markus Riva             |
| 2016 | Valters Frīdenbergs (alle Shows) Toms Grēviņš (Finale)      | Toms Grēviņš            |
| 2017 | Valters Frīdenbergs (alle Shows) Toms Grēviņš (Finale)      | Aminata Savadogo        |
| 2018 | Toms Grēviņš (alle Shows) Magnuss Eriņš (Finale)            | Dagmāra Legante         |
| 2019 | Toms Grēviņš (alle Shows) Ketija Šēnberga (Finale)          | Laura Rizzotto          |
| 2021 | Toms Grēviņš (alle Shows) Marija Naumova (Finale)           | Aminata Savadogo        |
| 2022 | Toms Grēviņš (alle Shows) Lauris Reiniks (Finale)           | Samanta Tina            |
| 2023 | Toms Grēviņš (alle Shows) Lauris Reiniks (Finale)           | Jānis Pētersons         |
| 2024 | Toms Grēviņš (alle Shows) Lauris Reiniks (Finale)           | Andrejs Reinis Zitmanis |
| 2025 | Toms Grēviņš (alle Shows) Marija Naumova (Finale)           | Dons                    |

## Punktevergabe
Folgende Länder erhielten die meisten Punkte von oder vergaben die meisten Punkte an Lettland (Stand: 2025):
| Die meisten im Finale vergebenen Punkte | Die meisten im Finale vergebenen Punkte | Die meisten im Finale vergebenen Punkte |
| Platz                                   | Land                                    | Punkte                                  |
| --------------------------------------- | --------------------------------------- | --------------------------------------- |
| 1                                       | Russland                                | 175                                     |
| 2                                       | Ukraine                                 | 168                                     |
| 3                                       | Litauen                                 | 161                                     |
| 4                                       | Estland                                 | 156                                     |
| 4                                       | Schweden                                | 156                                     |
| 5                                       | Norwegen                                | 92                                      |

| Die meisten im Finale erhaltenen Punkte | Die meisten im Finale erhaltenen Punkte | Die meisten im Finale erhaltenen Punkte |
| Platz                                   | Land                                    | Punkte                                  |
| --------------------------------------- | --------------------------------------- | --------------------------------------- |
| 1                                       | Litauen                                 | 119                                     |
| 2                                       | Estland                                 | 103                                     |
| 3                                       | Irland                                  | 74                                      |
| 4                                       | Vereinigtes Königreich                  | 69                                      |
| 5                                       | Dänemark                                | 51                                      |

| Die meisten insgesamt vergebenen Punkte | Die meisten insgesamt vergebenen Punkte | Die meisten insgesamt vergebenen Punkte |
| Platz                                   | Land                                    | Punkte                                  |
| --------------------------------------- | --------------------------------------- | --------------------------------------- |
| 1                                       | Litauen                                 | 277                                     |
| 2                                       | Estland                                 | 266                                     |
| 3                                       | Ukraine                                 | 260                                     |
| 4                                       | Russland                                | 240                                     |
| 5                                       | Schweden                                | 239                                     |

| Die meisten insgesamt erhaltenen Punkte | Die meisten insgesamt erhaltenen Punkte | Die meisten insgesamt erhaltenen Punkte |
| Platz                                   | Land                                    | Punkte                                  |
| --------------------------------------- | --------------------------------------- | --------------------------------------- |
| 1                                       | Litauen                                 | 241                                     |
| 2                                       | Estland                                 | 162                                     |
| 3                                       | Irland                                  | 142                                     |
| 4                                       | Vereinigtes Königreich                  | 116                                     |
| 5                                       | Dänemark                                | 106                                     |

Seit 2000 vergab Lettland die Höchstpunktzahl von zwölf Punkten im Finale an 15 verschiedene Länder, davon sechsmal an Russland. Im Halbfinale vergab Lettland die zwölf Punkte an zwölf verschiedene Länder, davon sechsmal an Estland.
Seit 2016 vergibt jedes Land im Finale zwei Punktesätze. Dabei stammt einer von der Jury, hier mit (J) markiert, und einer vom Televoting, hier mit (T) markiert. Im Halbfinale galt diese Regel bis 2022 ebenfalls, seit 2023 wird dort nur per Televoting abgestimmt.
| 12 Punkte (Finale) | 12 Punkte (Finale)  | 12 Punkte (Finale)  |
| Jahr               | Land                | Platz               |
| ------------------ | ------------------- | ------------------- |
| 2000               | Dänemark            | 1                   |
| 2001               | Estland             | 1                   |
| 2002               | Estland             | 3                   |
| 2003               | Russland            | 3                   |
| 2004               | Ukraine             | 1                   |
| 2005               | Schweiz             | 8                   |
| 2006               | Russland            | 2                   |
| 2007               | Ukraine             | 2                   |
| 2008               | Russland            | 1                   |
| 2009               | Norwegen            | 1                   |
| 2010               | Deutschland         | 1                   |
| 2011               | Italien             | 2                   |
| 2012               | Schweden            | 1                   |
| 2013               | Russland            | 5                   |
| 2014               | Niederlande         | 2                   |
| 2015               | Schweden            | 1                   |
| 2016               | Ukraine (J)         | 1                   |
| 2016               | Russland (T)        | 3                   |
| 2017               | Portugal (J)        | 1                   |
| 2017               | Belgien (T)         | 4                   |
| 2018               | Schweden (J)        | 7                   |
| 2018               | Litauen (T)         | 12                  |
| 2019               | Niederlande (J)     | 1                   |
| 2019               | Russland (T)        | 3                   |
| 2020               | Wettbewerb abgesagt | Wettbewerb abgesagt |
| 2021               | Schweiz (J)         | 3                   |
| 2021               | Litauen (T)         | 8                   |
| 2022               | Ukraine (J & T)     | 1                   |
| 2023               | Estland (J)         | 8                   |
| 2023               | Finnland (T)        | 2                   |
| 2024               | Schweiz (J)         | 1                   |
| 2024               | Estland (T)         | 20                  |
| 2025               | Österreich (J)      | 1                   |
| 2025               | Estland (T)         | 3                   |

| 12 Punkte (Halbfinale) | 12 Punkte (Halbfinale) | 12 Punkte (Halbfinale) |
| Jahr                   | Land                   | Platz                  |
| ---------------------- | ---------------------- | ---------------------- |
| 2004                   | Estland                | 11                     |
| 2005                   | Estland                | 20                     |
| 2006                   | Russland               | 3                      |
| 2007                   | Estland                | 22                     |
| 2008                   | Litauen                | 16                     |
| 2009                   | Estland                | 3                      |
| 2010                   | Estland                | 14                     |
| 2011                   | Dänemark               | 2                      |
| 2012                   | Russland               | 1                      |
| 2013                   | Russland               | 2                      |
| 2014                   | Niederlande            | 1                      |
| 2015                   | Schweden               | 1                      |
| 2016                   | Litauen (J)            | 4                      |
| 2016                   | Ukraine (T)            | 2                      |
| 2017                   | Portugal (J & T)       | 1                      |
| 2018                   | Australien (J)         | 4                      |
| 2018                   | Russland (T)           | 15                     |
| 2019                   | Schweden (J)           | 3                      |
| 2019                   | Russland (T)           | 6                      |
| 2020                   | Wettbewerb abgesagt    | Wettbewerb abgesagt    |
| 2021                   | Island (J)             | 2                      |
| 2021                   | Moldau (T)             | 7                      |
| 2022                   | Ukraine (J & T)        | 1                      |
| 2023                   | Finnland               | 1                      |
| 2024                   | Estland                | 6                      |
| 2025                   | Litauen                | 6                      |

## Verschiedenes
- 2001 erhielt Lettland genau 16 Punkte, davon acht aus Estland und acht aus Litauen.
- Es war Zufall, dass Lettland 2002 überhaupt teilnahm. Eigentlich wäre das Land wegen des schlechten Abschneidens 2001 nicht teilnahmeberechtigt gewesen, durch den Rückzug Portugals schloss Lettland auf.
- I Wanna hieß beim Vorentscheid noch I Wonna, der gesamte Text wie auch der Titel wurden für die Studiofassung aber nochmals überarbeitet.
- 2005 erreichten Valters & Kaža im Finale den fünften Platz. Im Halbfinale hatte sich das Duo knapp auf dem zehnten Platz für das Finale qualifiziert. Hätten nur die 15 Länder abgestimmt, die im Halbfinale ausgeschieden waren, hätte Lettland gewonnen.
- 2007 erreichte Lettland das Finale mit der Band Bonaparti.lv. Zwischen Halbfinale und Finale kam das Gerücht auf, die Gruppe hätte das Halbfinale gewonnen.[3] Tatsächlich erreichte die Gruppe nur den fünften Platz und im Finale sogar nur den sechzehnten und war damit der am wenigsten erfolgreiche Halbfinalqualifikant.
- In den Jahren 2010 bis 2012 war Lettland immer Letzter im Juryvoting. 2013 wurde das Land Drittletzter im Juryvoting, aber insgesamt mit dem Televoting in Kombination doch wiederum auf Platz 17 Letzter.
- Lettland war zusammen mit Georgien das einzige Land, das sich von 2017 bis 2023 nicht für das Finale qualifizieren konnte. Auch von 2009 bis 2014 qualifizierte sich Lettland nicht für das Finale.
- Sowohl Lettland als auch Slowenien verpassten seit Einführung des Halbfinales gleich dreizehn Mal das Finale und sind die am häufigsten ausgeschiedenen Ländern überhaupt.

## Impressionen

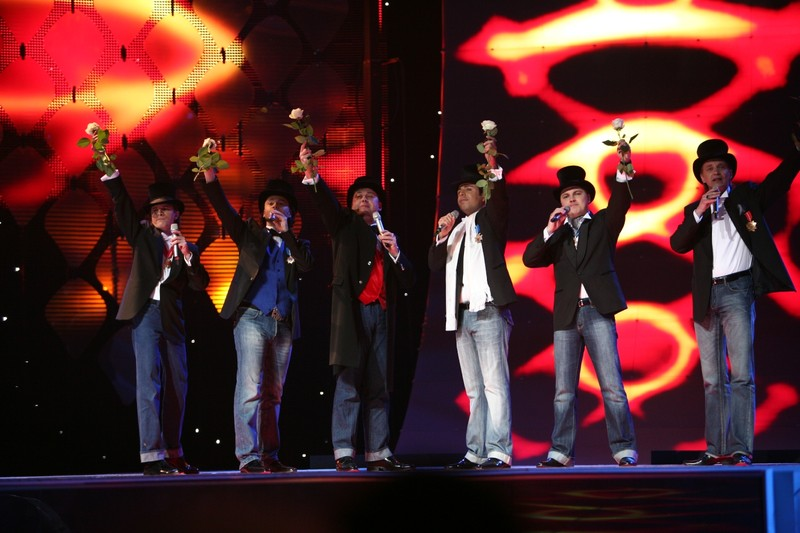
Bonaparti.lv 2007
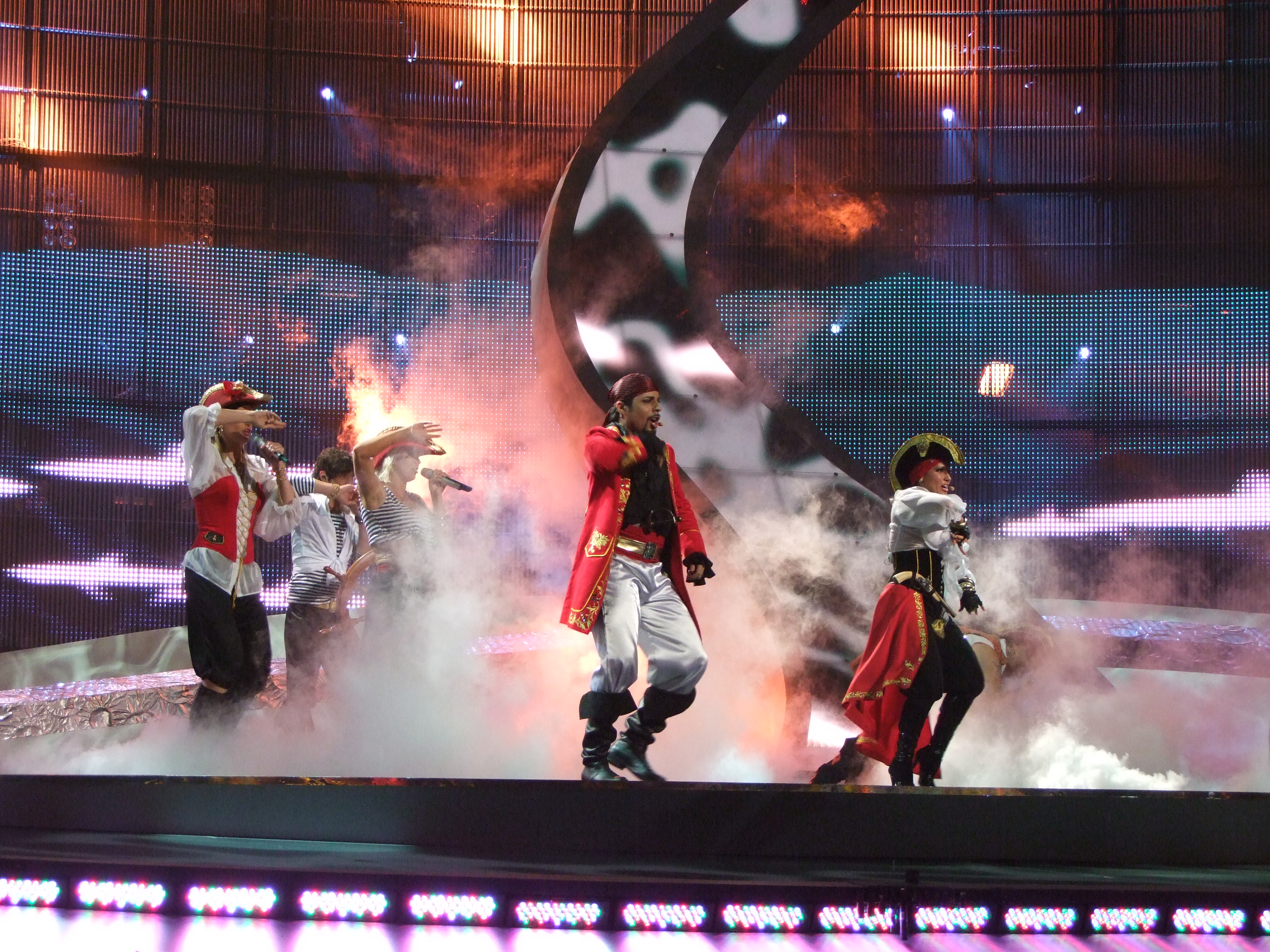
Pirates of the Sea 2008
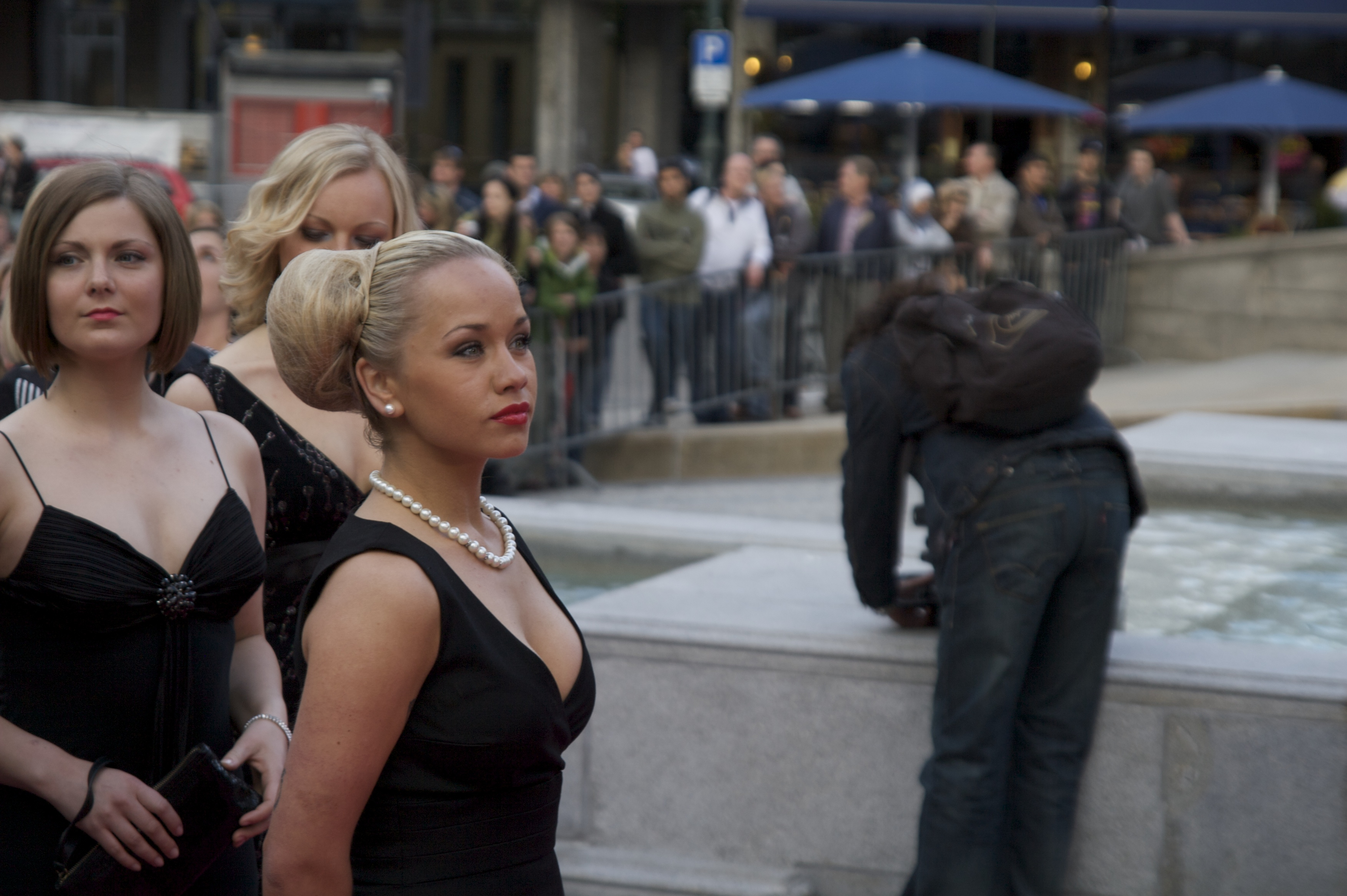
Aisha 2010
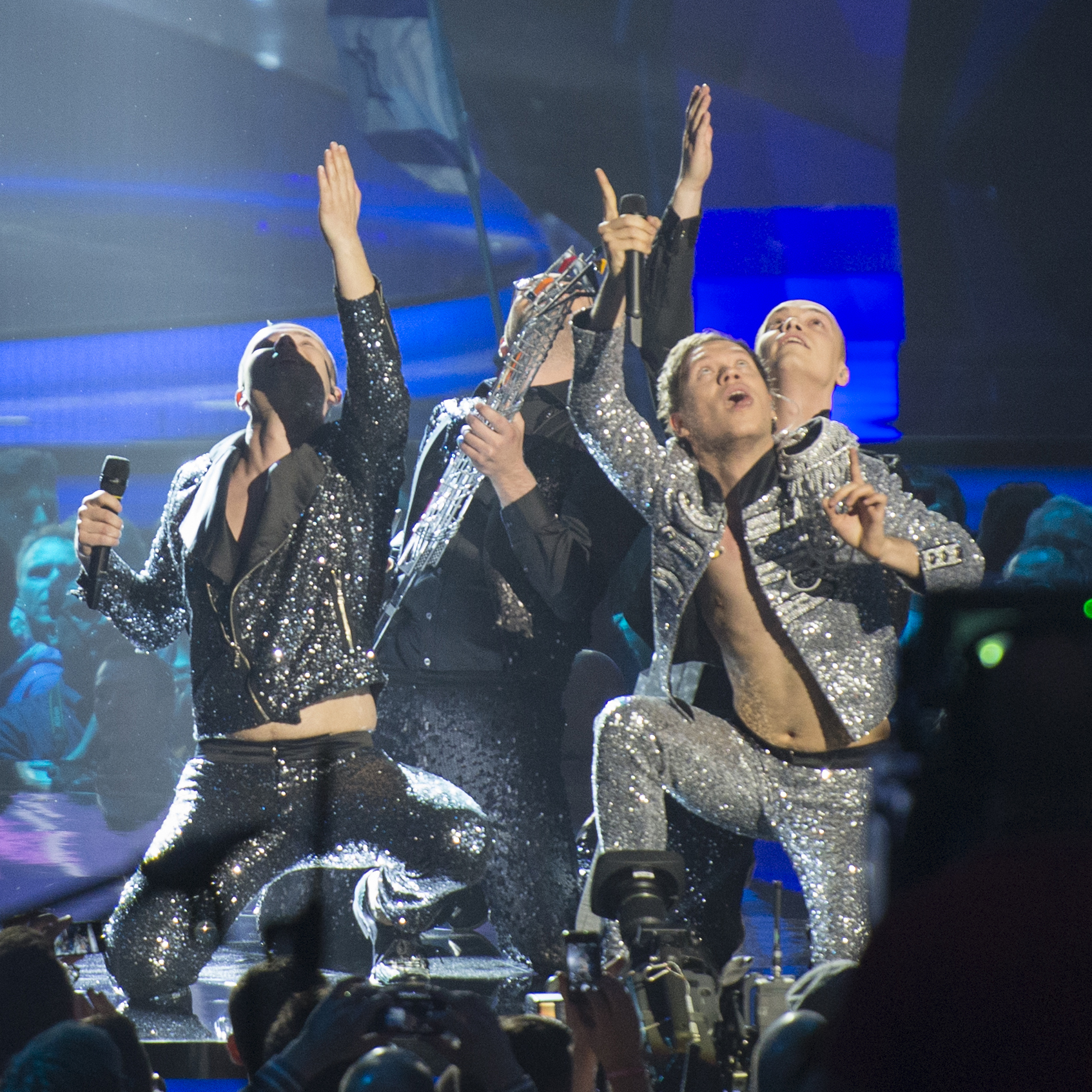
PeR 2013
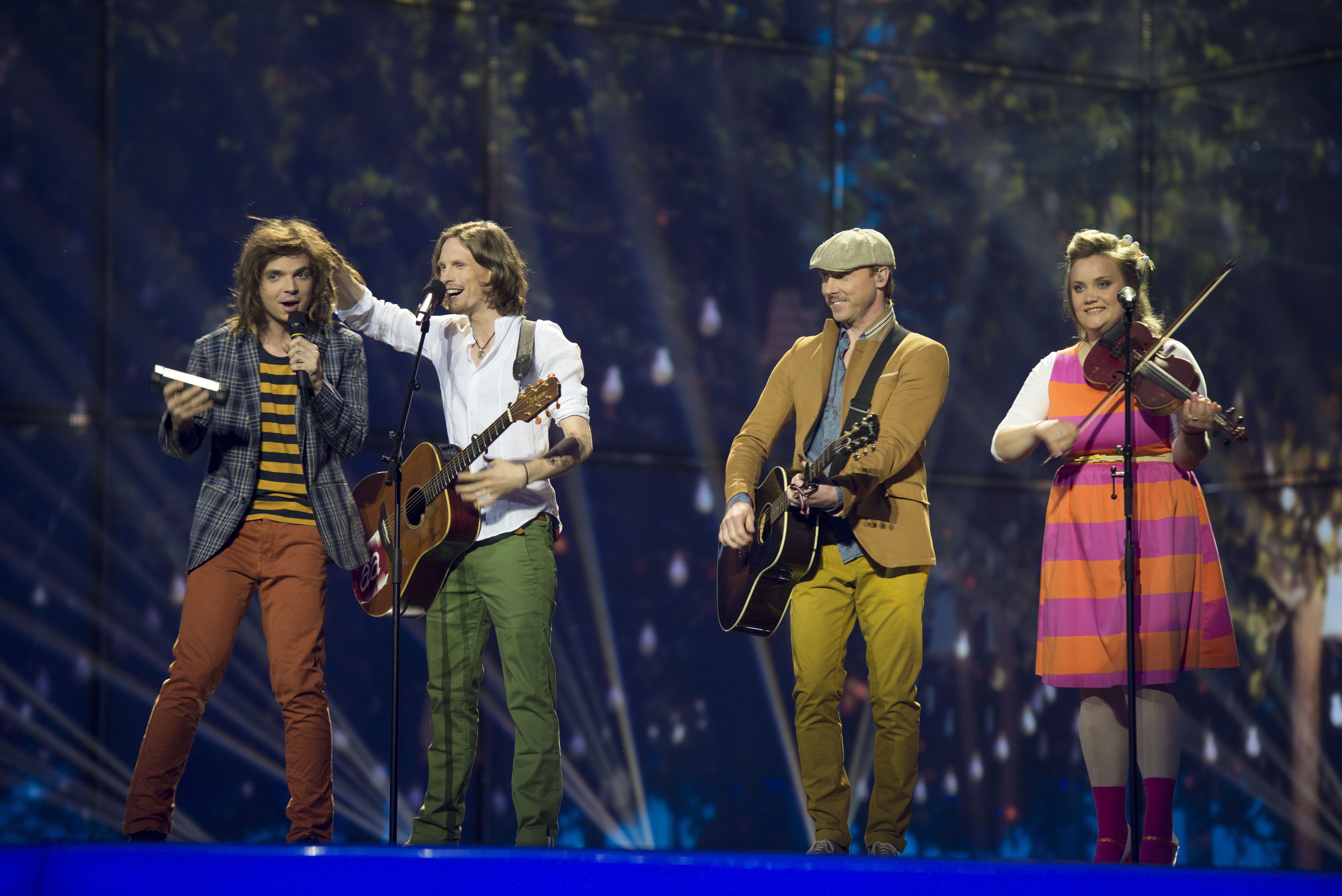
Aarzemnieki 2014
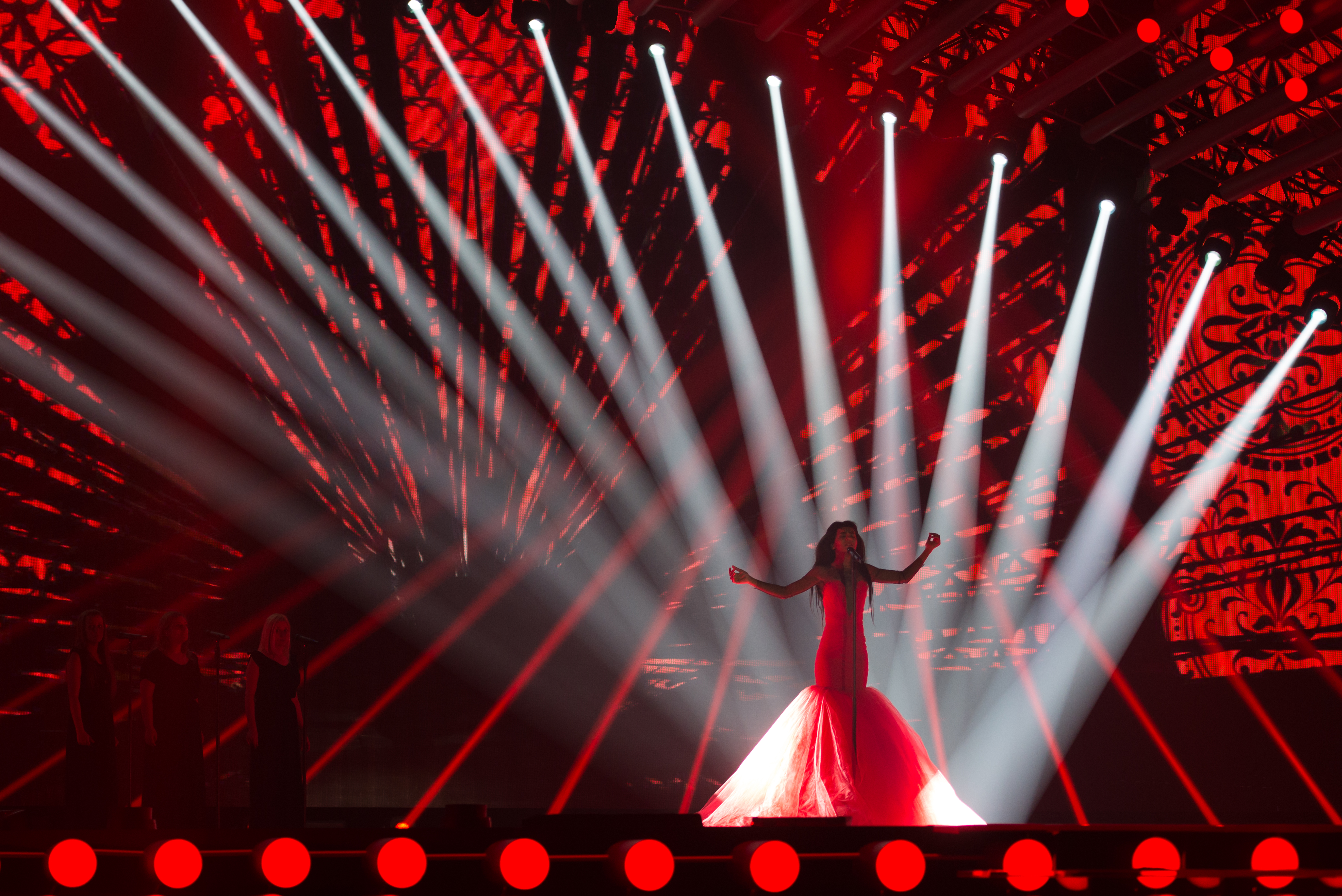
Aminata 2015
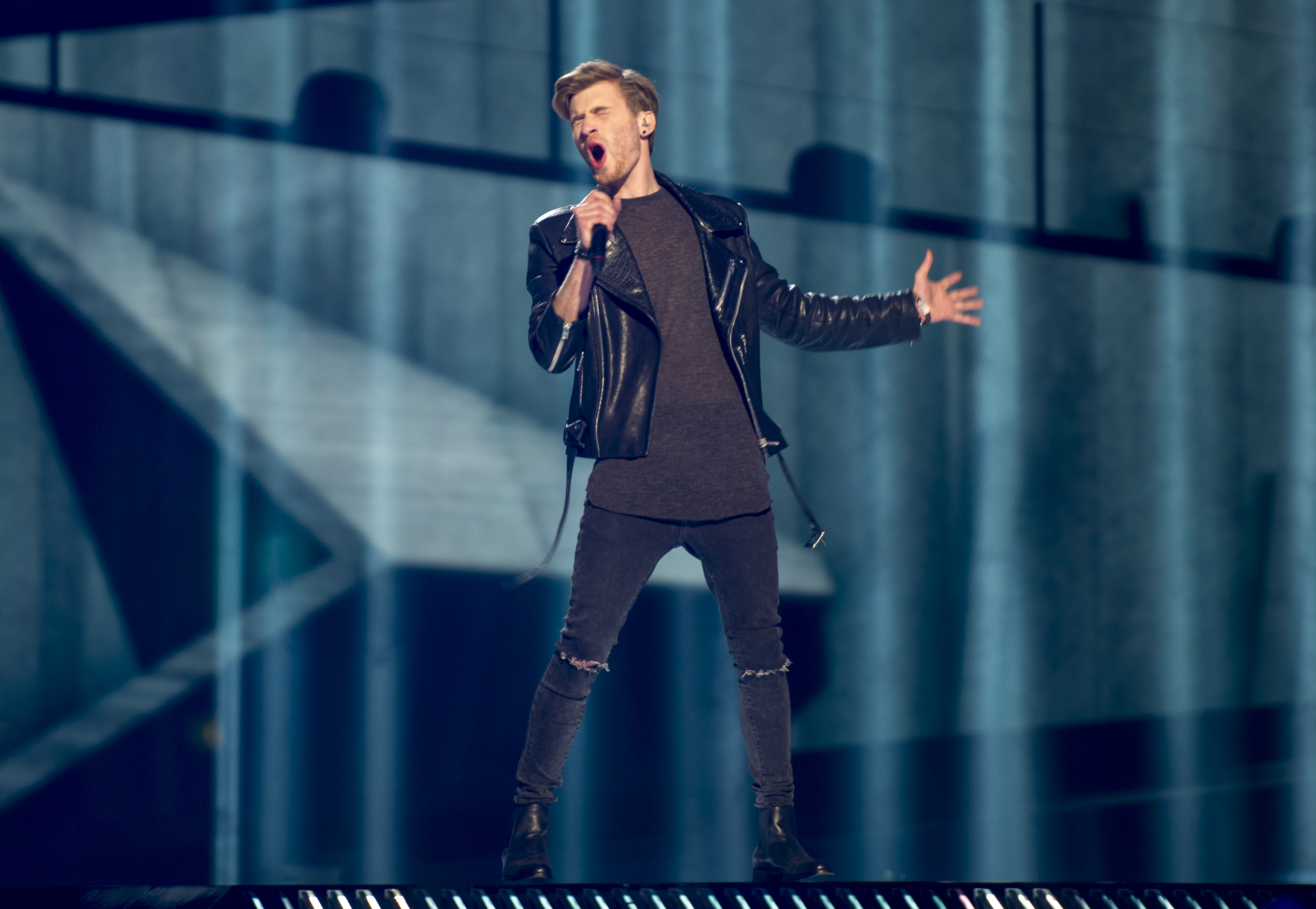
Justs 2016
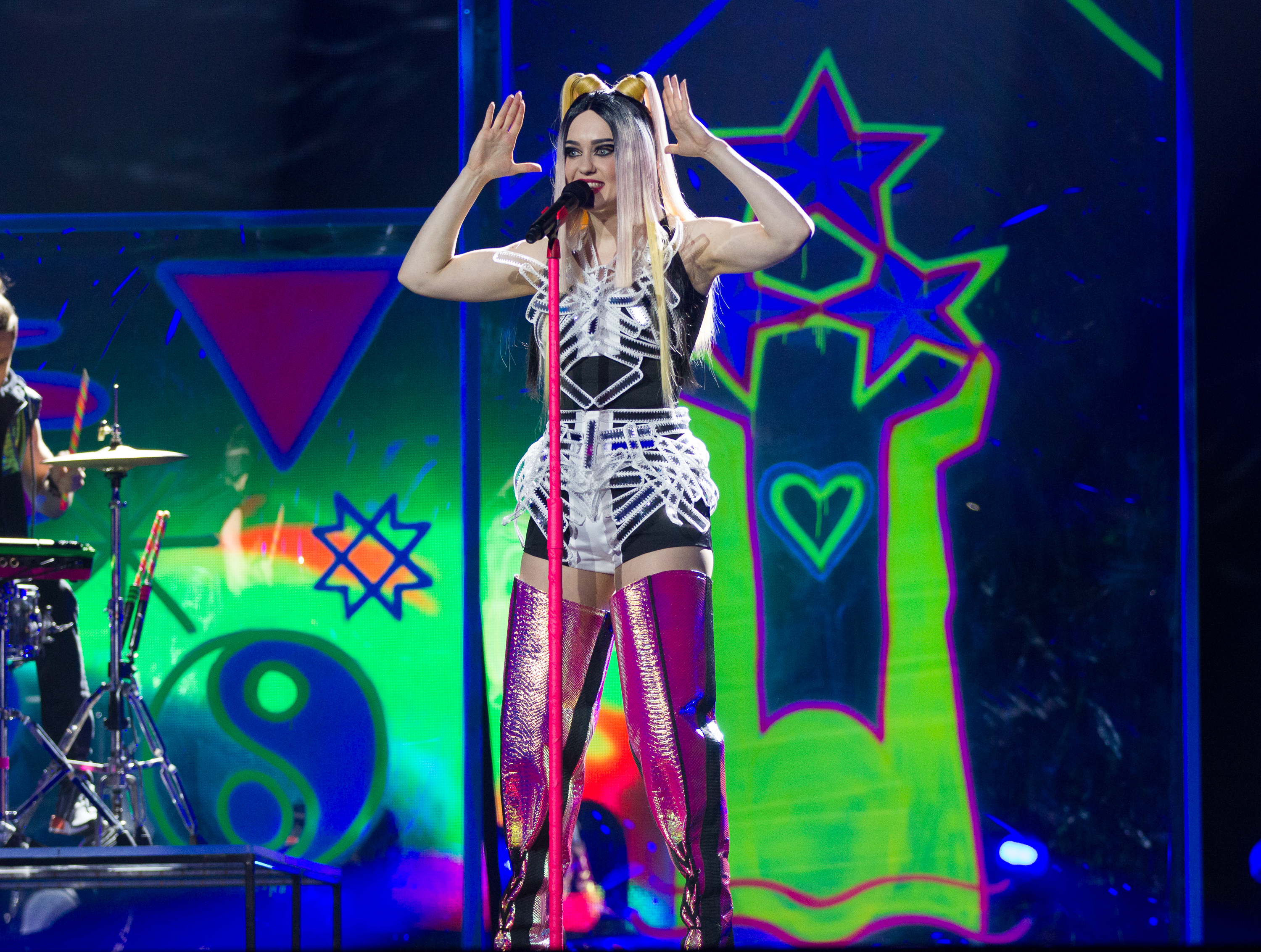
Triana Park 2017
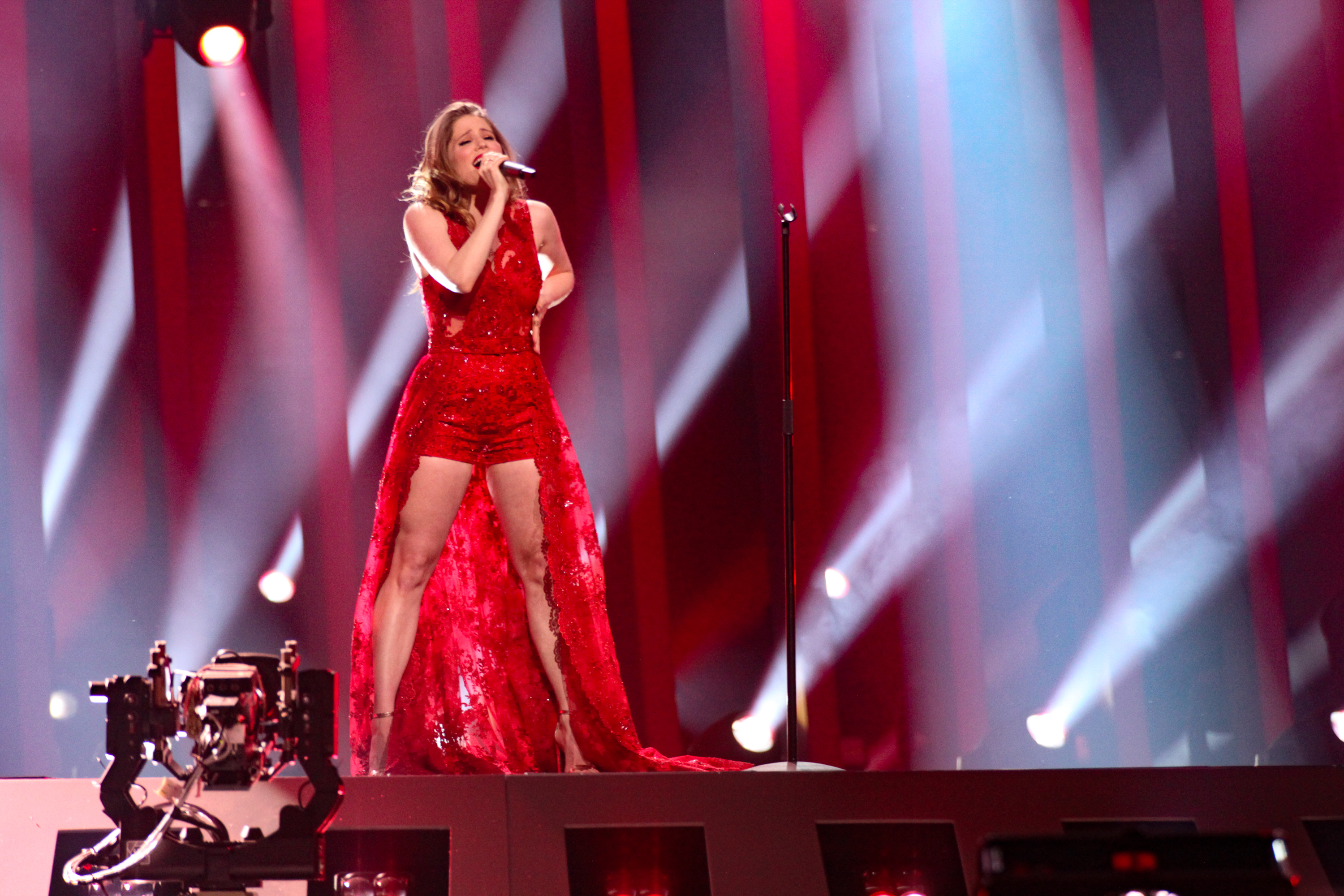
Laura Rizzotto 2018
- Carousel 2019
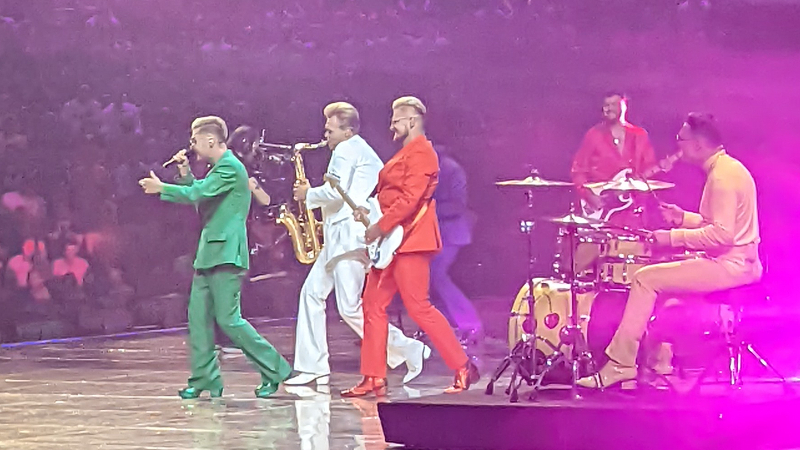
Citi Zeni 2022
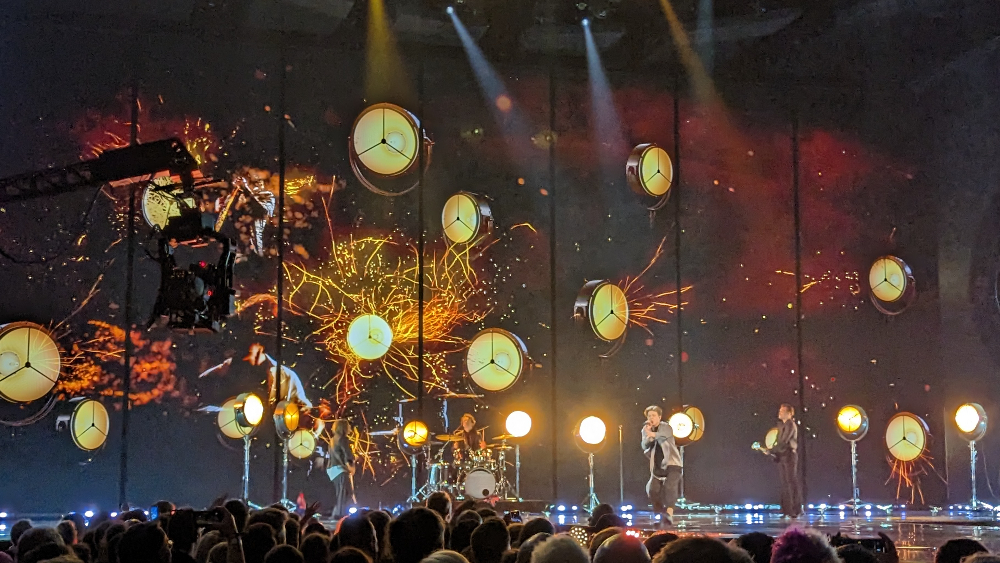
Sudden Lights 2023
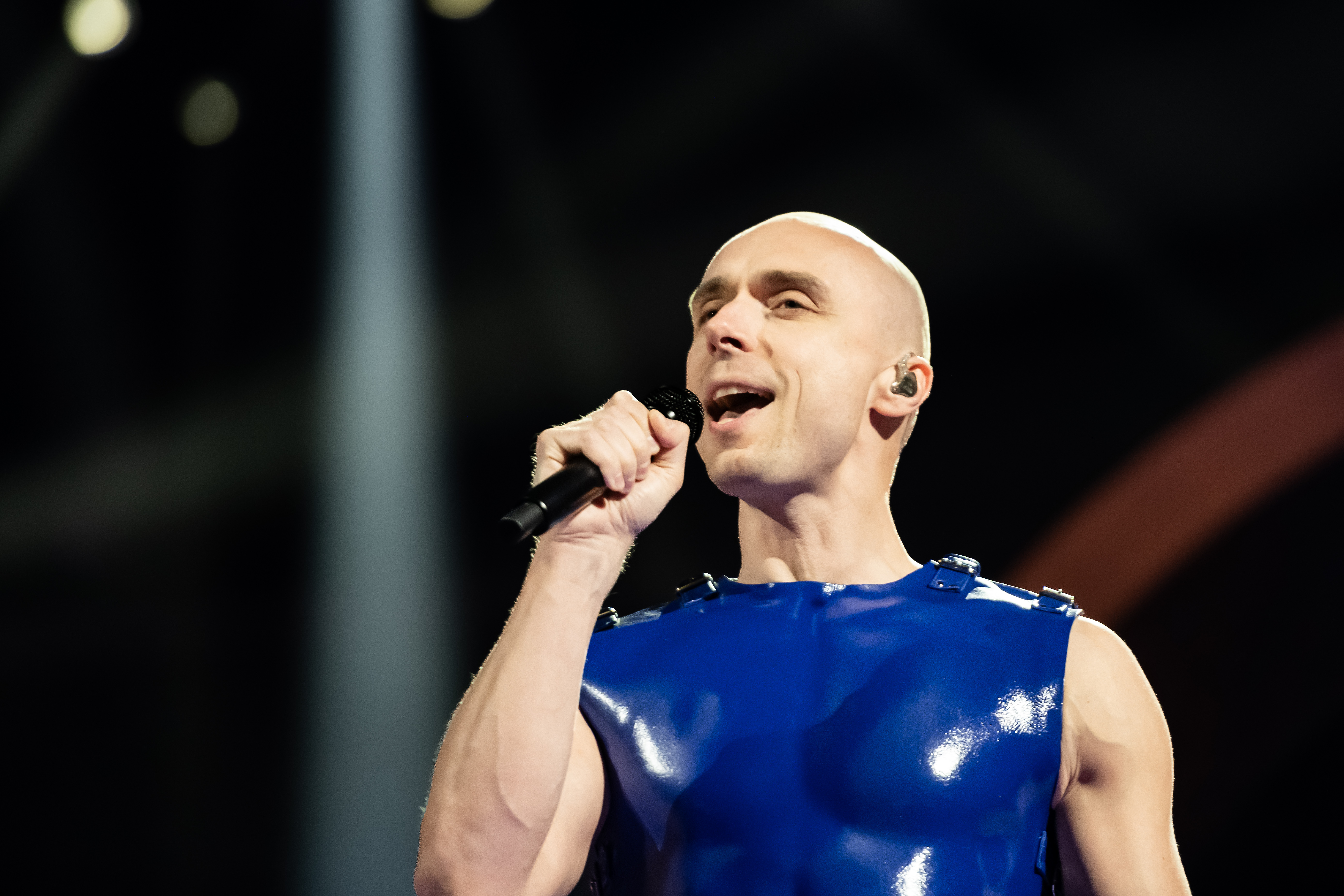
Dons 2024
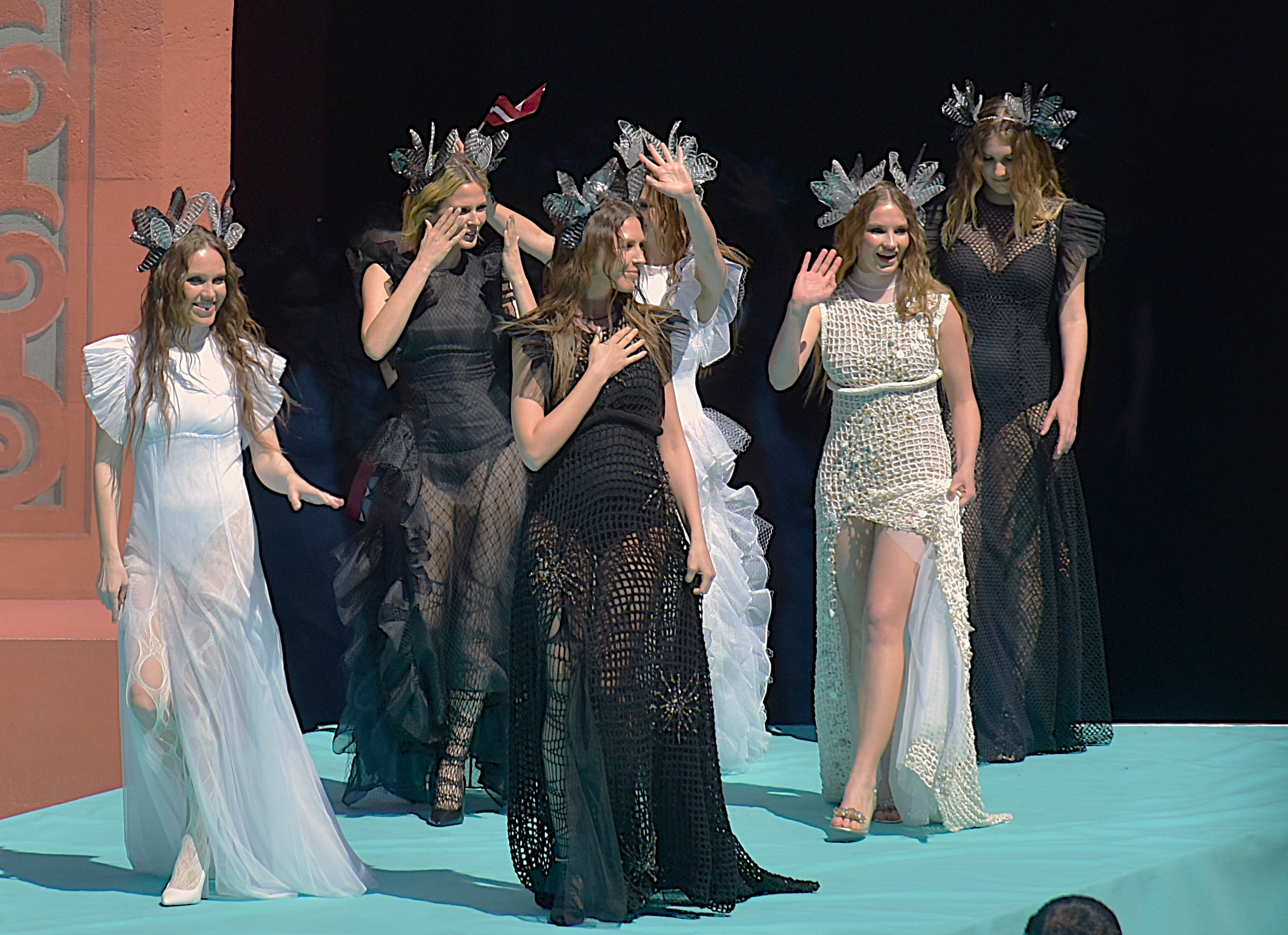
Tautumeitas 2025